# Барановичи 1
Бара́новичи 1 (бел. Баранавічы 1) — деревня в составе Горбацевичского сельсовета Бобруйского района Могилёвской области Республики Беларусь.

## История
В 1705 году упоминается как деревня в Речицком повете ВКЛ. До 20 ноября 2013 года входила в состав Осовского сельсовета.

## Население
- 1999 год — 59 человек
- 2010 год — 39 человек